# Eparchia Chanda
Eparchia Chanda (łac. Eparchia Chandaensis) – eparchia Kościoła katolickiego obrządku syromalabarskiego w Indiach. Została utworzona w 1968 jako egzarchat apostolski. W 1977 podniesiona do rangi eparchii.

## Główne świątynie
- Katedra: Katedra św. Tomasza w Balharshah

## Eparchowie
- Januarius Paul Palathuruthy (1968–1977 egzarcha apostolski, 1977–1990 eparcha)
- Vijay Anand Nedumpuram CMI (1990–2014)
- Ephrem Nariculam (od 2014)